# K. G. Subramanyan
Kalpathi Ganpathi « KG » Subramanyan (Kuthuparamba (en), 1924 - Vadodara, 2016) est un artiste peintre et graveur indien. Considéré comme l'un des pionniers de l'art moderne en Inde, Subramanyan est aussi un combattant de la liberté et a été emprisonné lors du Mouvement pour l'indépendance de l'Inde. Il a reçu le Padma Vibhushan en 2012.

## Biographie
Kalpathi Ganpathi Subramanyan naît le 15 février 1924 à Kuthuparamba (en), dans le Kerala, en Inde,.
Il a étudié l'économie au Presidency College de Chennai (en). Pendant la lutte pour l'indépendance de l'Inde, il s'implique activement et se fait connaître pour son idéologie gandhienne. Il se fait d'ailleurs emprisonner et est plus tard interdit d'entrer dans les collèges publics sous la domination britannique. Le tournant de sa vie d'artiste survient lorsqu'il se rend à Santiniketan pour étudier à Kala Bhavana, la faculté des arts de l'université Visva-Bharati, en 1944. Sous la tutelle de pionniers de l’art indien moderne tels que Nandalal Bose, Benode Behari Mukherjee (en) et Ramkinkar Baij (en), Subramanyan y étudie jusqu’en 1948.
En 1951, il est chargé de cours à la faculté des beaux-arts de l’université du Maharaja Sayajirao de Baroda (en). Il part ensuite étudier brièvement à Londres à la Slade School of Art comme chercher du British Council en 1955-1956. Il revient à Baroda, où il devient professeur de peinture de 1961 à 1965 puis doyen jusqu'en 1974, mais fait un court passage à New York, où il devient membre de la Fondation Rockefeller en 1966 et où il obtient une bourse du Fonds JDR III. En 1980, Subramanyan retourne à Santiniketan pour enseigner dans son alma mater Kala Bhavan, en qualité de professeur de peinture, un poste qu'il conserve jusqu'à sa retraite en 1989. La même année, il devient professeur émérite de Visva Bharati.
Dans les derniers jours de sa vie, à partir de 2004, K. G. Subramanyan quitte Santiniketan pour résider à Baroda avec sa fille Uma, et c'est là qu'il meurt le 29 juin 2016 à l'âge de 92 ans.

## Œuvres
Pourtant pionnier de l'art moderne en Inde, K. G. Subramanyan est considéré comme l'un des artistes indiens les plus sous-estimés.

### Œuvre graphique

#### Fresques
- 1955 : Jyoti Ltd., faculté des arts de Baroda
- 1963 : King of the Dark Chamber, Rabindralaya, Lucknow
- 1965 : Pavillon de l'Inde de la New York World Fair, New York
- 1969 : India of my Dreams Pavilion, Gandhi Darshan, New Delhi
- 1976 : R & D Building, Jyoti Pvt. Ltd., Baroda
- 1988 : Sand cast Cement Mural, Kala Bhavan, Santiniketan
- 1989 : Peinture inversée sur mur de verre (avec des écoliers), Santiniketan
- 1990 : Fresque en noir et blanc (première phase), Kala Bhavana, Santiniketan
- 1993 : Fresque en noir et blanc (deuxième phase), Kala Bhavan, Santiniketan
- 2009 : Fresque en noir et blanc (deuxième version) Kala Bhavan, Santiniketan

### Ouvrages illustrés
- 1969 : When God First Made the Animals He Made Them All Alike
- 1972 :
  - The Butterfly and the Cricket
  - A Summer Story
  - Robby
- 1974 :
  - Our Friends the Ogres
  - The King and the Little Man
- 1979 :
  - How Poppy Grew happy
  - Cat’s Night and Day
  - Frog Life is Fun Life
- 1985 : Of Ogres Beasts and Men (recueil de When God First Made the Animals He Made Them All Alike, Our Friends the Ogres et The King and the Little Man)
- 1995 :
  - How Hanu Became Hanuman
  - Death in Eden
  - In the Zoo
- 1998 : The Tale of the Talking Face

### Monographies
- 1978: Moving Focus: Essays on Indian Art, Lalit Kala Akademi, New Delhi. (Réédité par Seagull Books, Calcutta, en 2006.)
- 1987: The Living Tradition, Seagull Books, Calcutta
- 1992: The Creative Circuit, Seagull Books, Calcutta
- 2006: Translation of Benodebehari Mukherjee’s Chitrakar, Seagull Books, Calcutta
- 2007: Poems, Seagull Books, Calcutta
- 2007: The Magic of Making: Essays on Art and Culture, Seagull Books, Calcutta

## Hommages et reconnaissance

### Rétrospectives
KG Subramanyan, a Retrospective est un livre de R. Siva Kumar (en), publié à l’occasion de la quatrième et plus importante exposition rétrospective de KG Subramanyan, qui a été organisé par l'auteur à la National Gallery of Modern Art.
L'exposition se composait de 300 tableaux dont des reliefs en terre cuite, des peintures inversées sur verre et acrylique, linogravures, autres gravures, lithographies, sérigraphies, dessins, études, livres pour enfants, des jouets et peintures de sara sur des plateaux de terre cuite, ainsi que des photographies de peintures murales,.
Le livre offre un aperçu des processus créatifs de KG Subramanyan. Tout en retraçant les divers aspects de sa créativité, le livre fournit les influences qui l’ont façonné et donne une vision kaléidoscopique de son parcours artistique de six décennies allant à Kerala, Mahe, Santiniketan, la Slade School en Angleterre, et plus tard dans diverses villes d’Europe et d'Amérique.
Ce livre fait partie du programme d’art moderne de l’Asie du Sud dans diverses universités.
En 2017, documenta 14 présente des œuvres de K. G. Subramnayan.

### Prix et honneurs

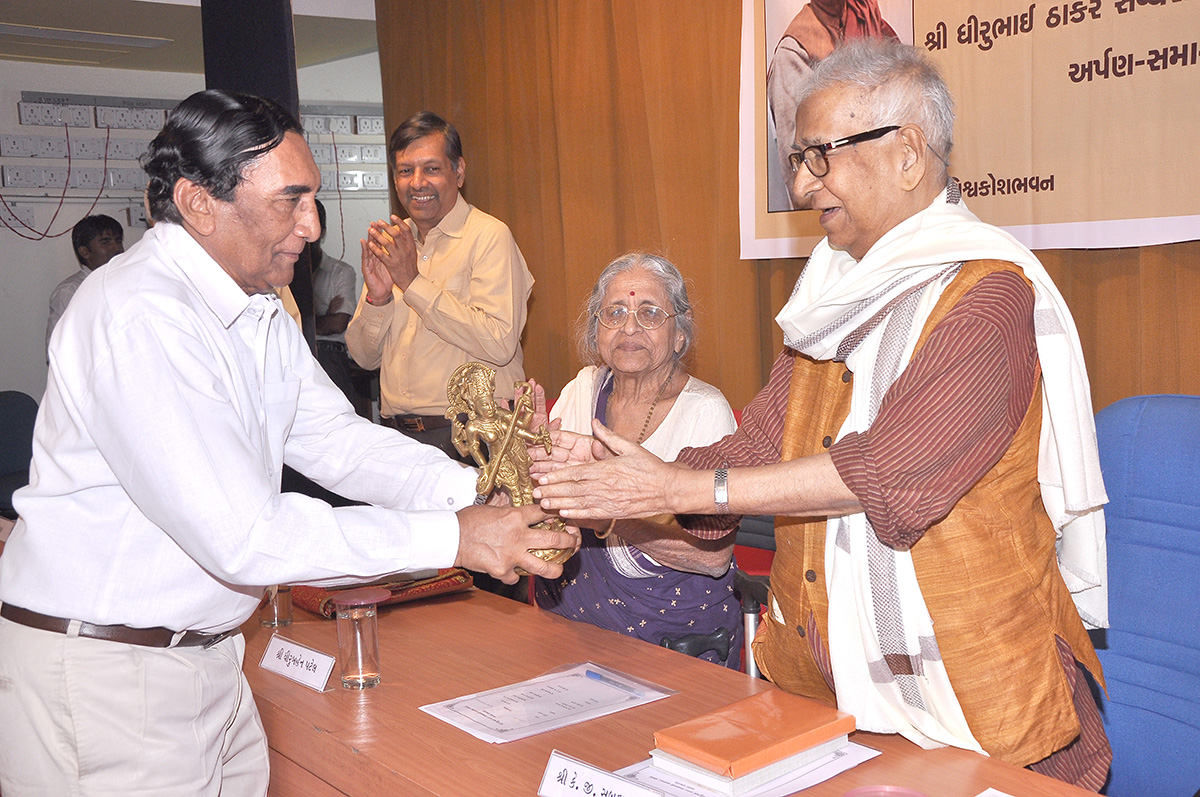
Le critique Kumarpal Desai remet le Dhirubhai Thakar Savyasachi Saraswat Award à Subramanyan en 2015.

- 1963 : Médaille de la Mention honorable, Biennale de São Paulo, Brésil
- 1965 : Prix National de la Lalit Kala Akademi, l'Académie nationale des Beaux-arts d'Inde
- 1968 : Médaille d'or, The First International Triennale, New Delhi
- 1975 : Padma Shri, gouvernement de l'Inde[10]
- 1991 : Gagan-Aban Puraskar, Visva-Bharati University, Santiniketan
- 1992 : Docteur honoris causa, Université Rabindra Bharati, Calcutta
- 2006 : Prix Padma Bhushan, gouvernement de l'Inde[10]
- 2009 : Prix Dishikottam, Visva-Bharati University, Santiniketan
- 2011 : Docteur honoris causa, Assam University (en), Silchar.
- 2012 : Prix Padma Vibhushan, gouvernement de l'Inde[10]
- 2015 : Dhirubhai Thakar Savyasachi Saraswat Award (en), par le Gujarati Vishwakosh Trust, pour son apport significatif dans le domaine des arts[11]